# Wilhelm Buerstedde
Wilhelm Buerstedde (* 7. Januar 1929 in Münster; † 26. November 2022) war ein niedersächsischer Kommunalpolitiker. Er war 1975 Stadtdirektor und von 1984 bis 1994 Oberstadtdirektor von Hildesheim und galt als Experte im Wasser- und Stiftungsrecht.

## Leben
Buerstedde besuchte das Gymnasium Josephinum und studierte nach dem Abitur in Frankfurt am Main, Münster und Innsbruck Philosophie und Katholische Theologie sowie in Göttingen und Paris Rechts- und Staatswissenschaften. Er erwarb den Grad eines Doktors der Rechte. Anschließend war er zunächst als Rechtsanwalt und beim Finanzamt tätig. 1960 trat er als Kreisoberrat in die Dienste des Landkreises Hildesheim-Marienburg. 1970 wechselte er zur Stadt Hildesheim und wurde dort Dezernent für Rechtsangelegenheiten, Sicherheit, Ordnung, Schule und Kultur. Nachdem er 1984 zum Oberstadtdirektor gewählt worden war, übte er diese Funktion bis zum 31. Januar 1994 aus. Ab dem folgenden Tag praktizierte er wiederum als Rechtsanwalt. 
Buerstedde war verheiratet und hatte fünf Kinder sowie vierzehn Enkel. Er war Mitglied der katholischen Studentenverbindungen KDStV Sugambria (Jena) Göttingen und AV Salia-Silesia Gleiwitz, beide im CV.

## Publikationen
- Erinnerungen. Stedman u. Wallmoden, 1994, ISBN 398032883X
- Rechtsfragen der Gewässerunterhaltung: Ein Leitfaden für die Praxis. Schäfer, 2006, ISBN 387696119X
- Rechtsfragen um die Wasserkraft: Antworten für Wasserkraftwerksbetreiber. Schäfer, 2001, ISBN 3876961181